# لالا دين دايال
لالا دين دايال ((بالهندية: लाला दीन दयाल)‏) 1844 - 1905 ؛ (المعروف أيضًا باسم «دين ديال» و «ديال» في سنواته الأولى) المعروف باسم رجا دين دايال  هو مصور هندي. شق طريق التصوير في منتصف سبعينيات القرن التاسع عشر. قام بإعداد استوديوهات في إندور ومومباي وحيدر أباد. عمل كمصور لنظم حيدر أباد السادس، محبوب علي خان ، عاصف جاه السادس، هذا الأخير منحه لقب رجا بهادور موساففير يونج باهادور، وعُين كمصور لنائب الملك في الهند في عام 1885.
نال المذكرة الملكية من الملكة فيكتوريا في عام 1897.

## معرض الصور
الصور التي التقطها لالا دين في الثمانينيات من القرن التاسع عشر، مأخوذة من المكتبة البريطانية، مجموعة جورج كرزون: مشاهد لنظم، حيدر أباد، ديكان، 1892 . 

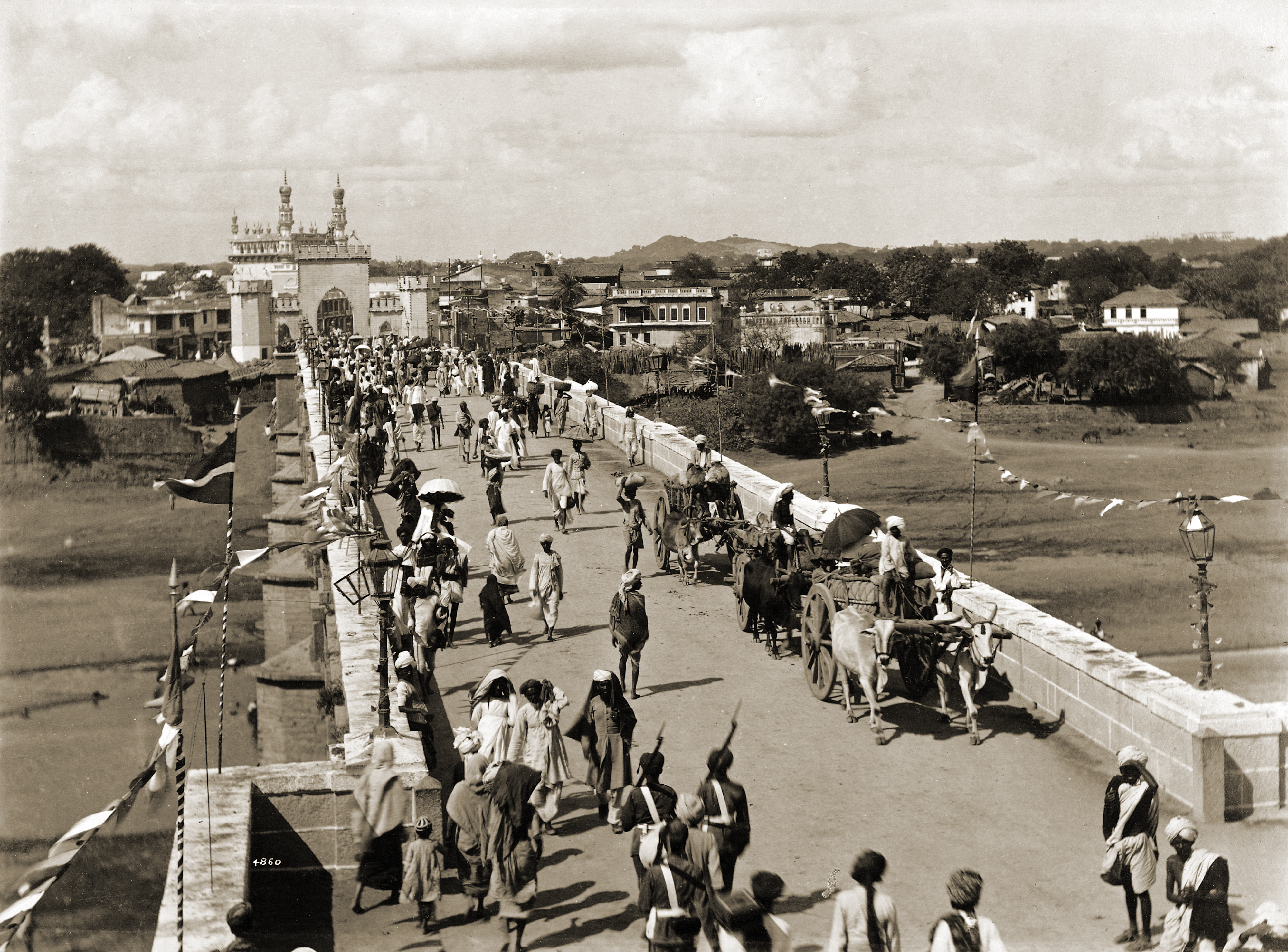
بورانا بول ، حيدر أباد
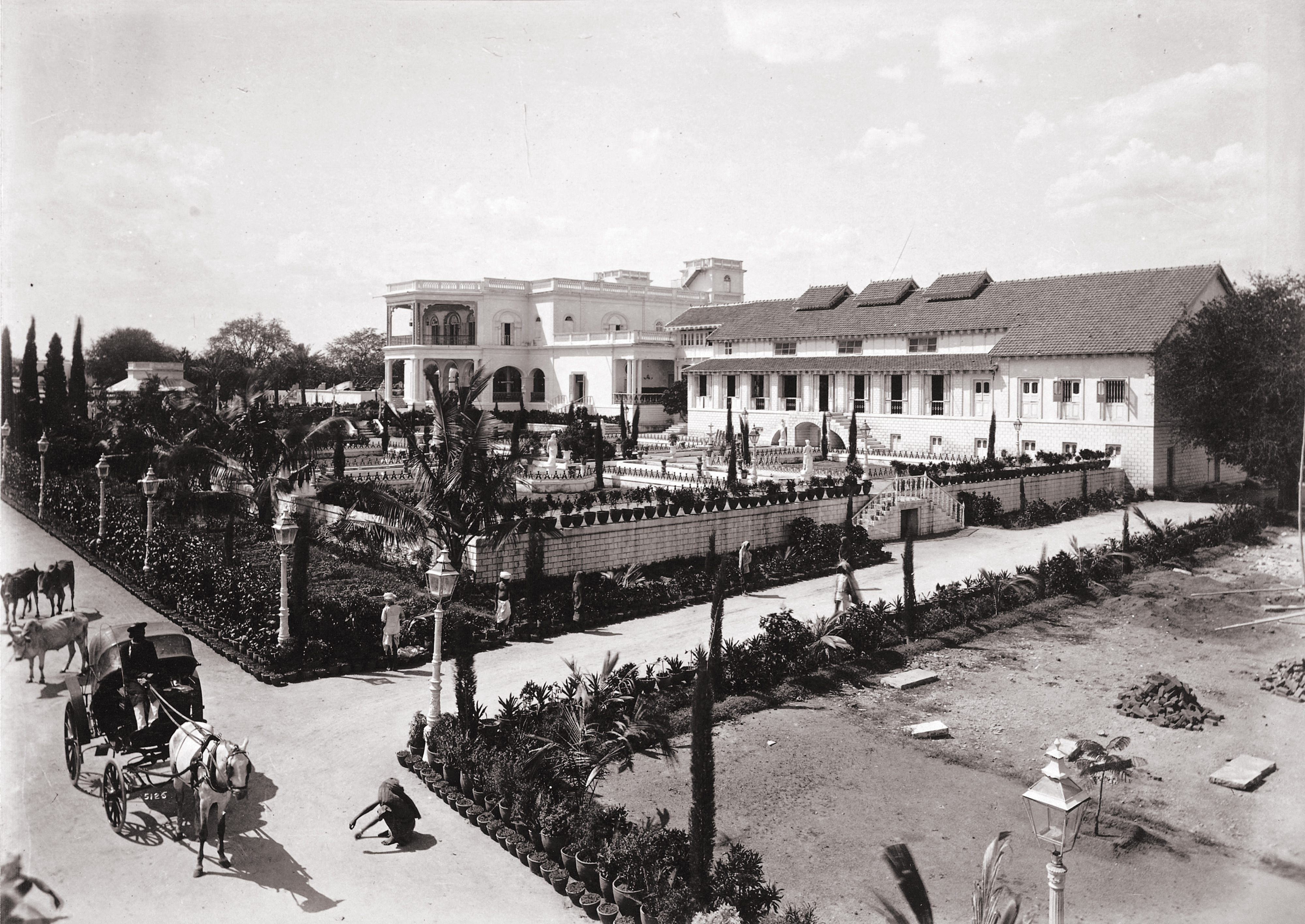
قصر بشير باغ ، حيدر أباد
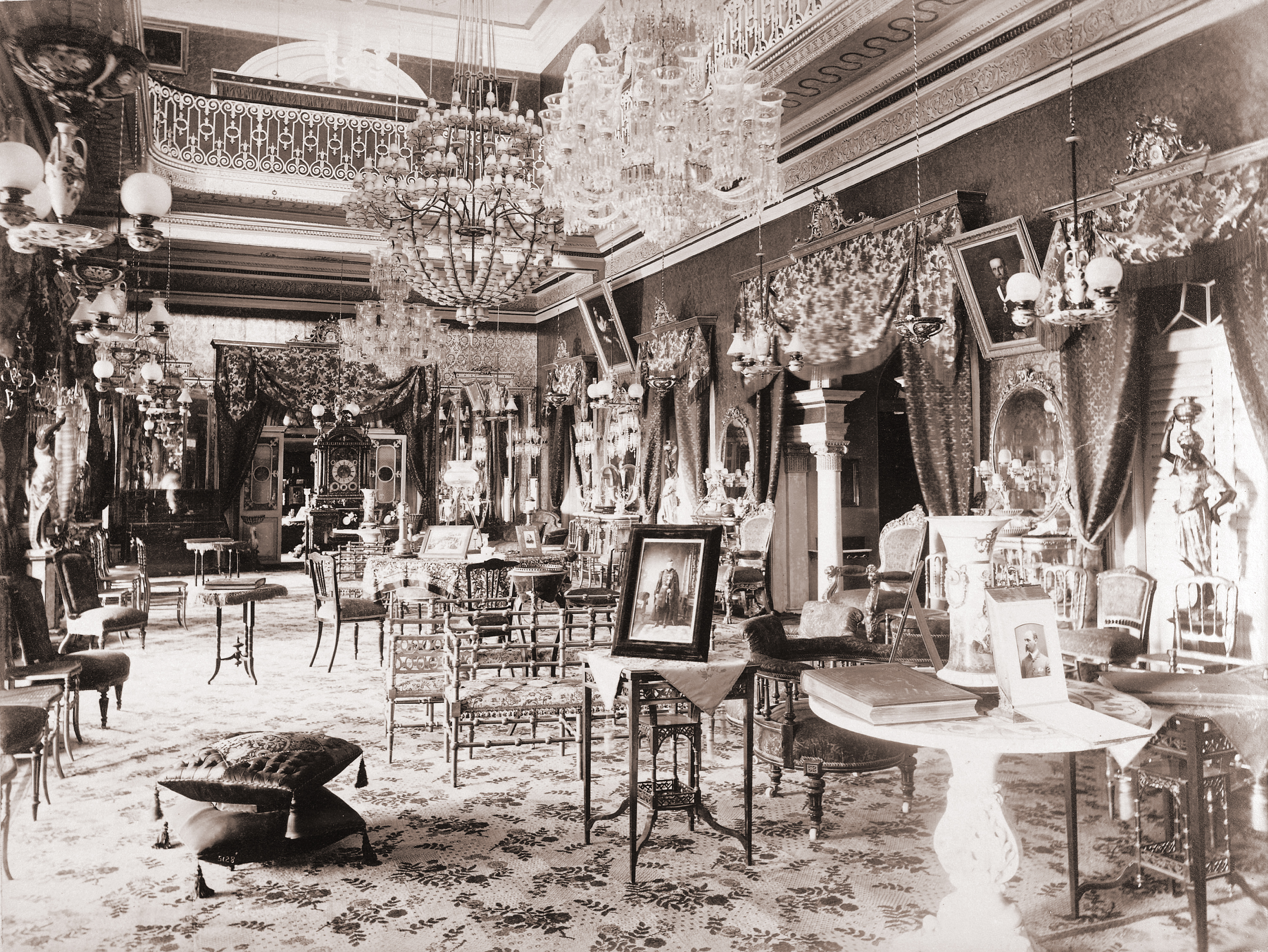
داخل قصر بصير باغ
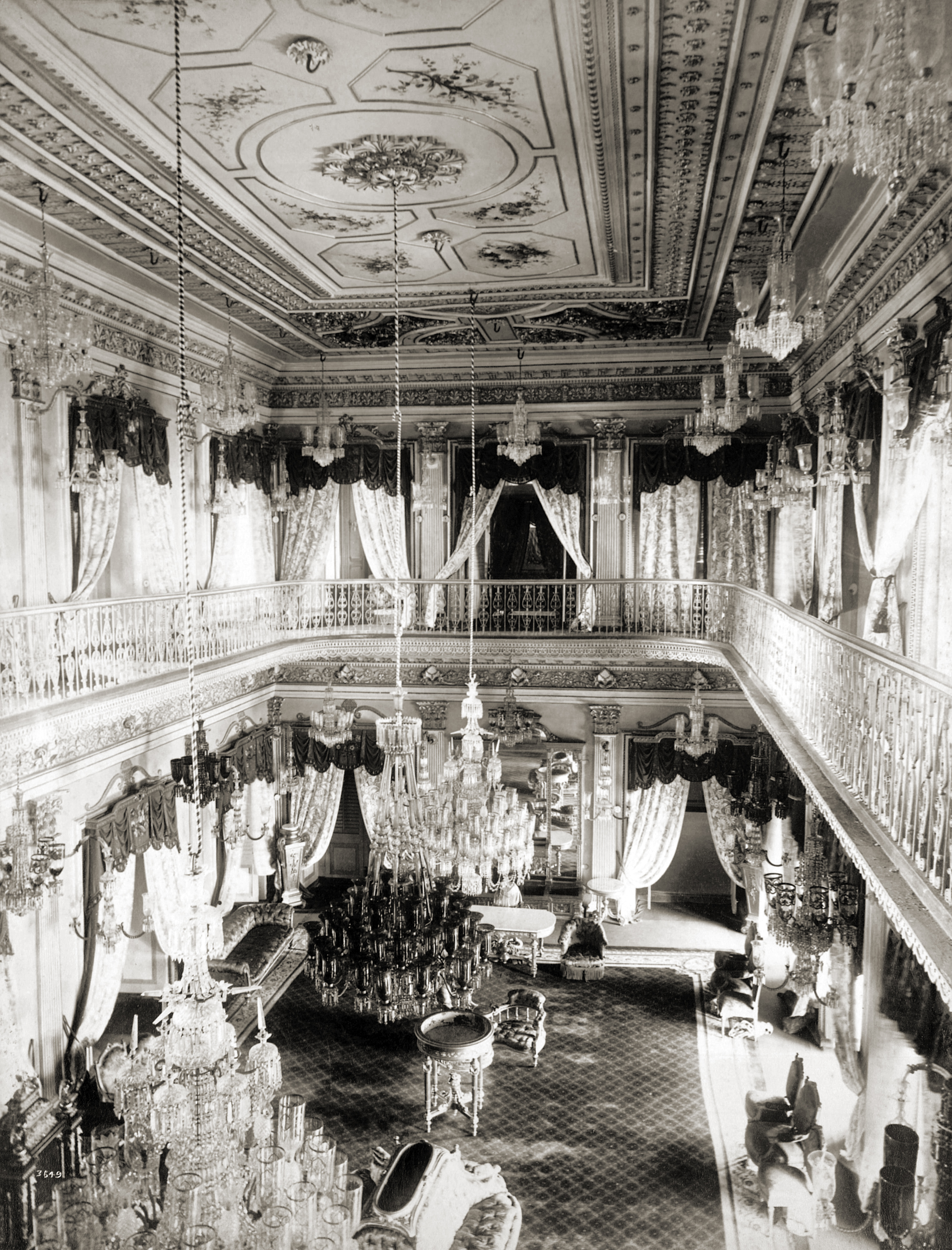
قاعة رسم قصر تشوماهالا  [لغات أخرى]‏ ، حيدر أباد
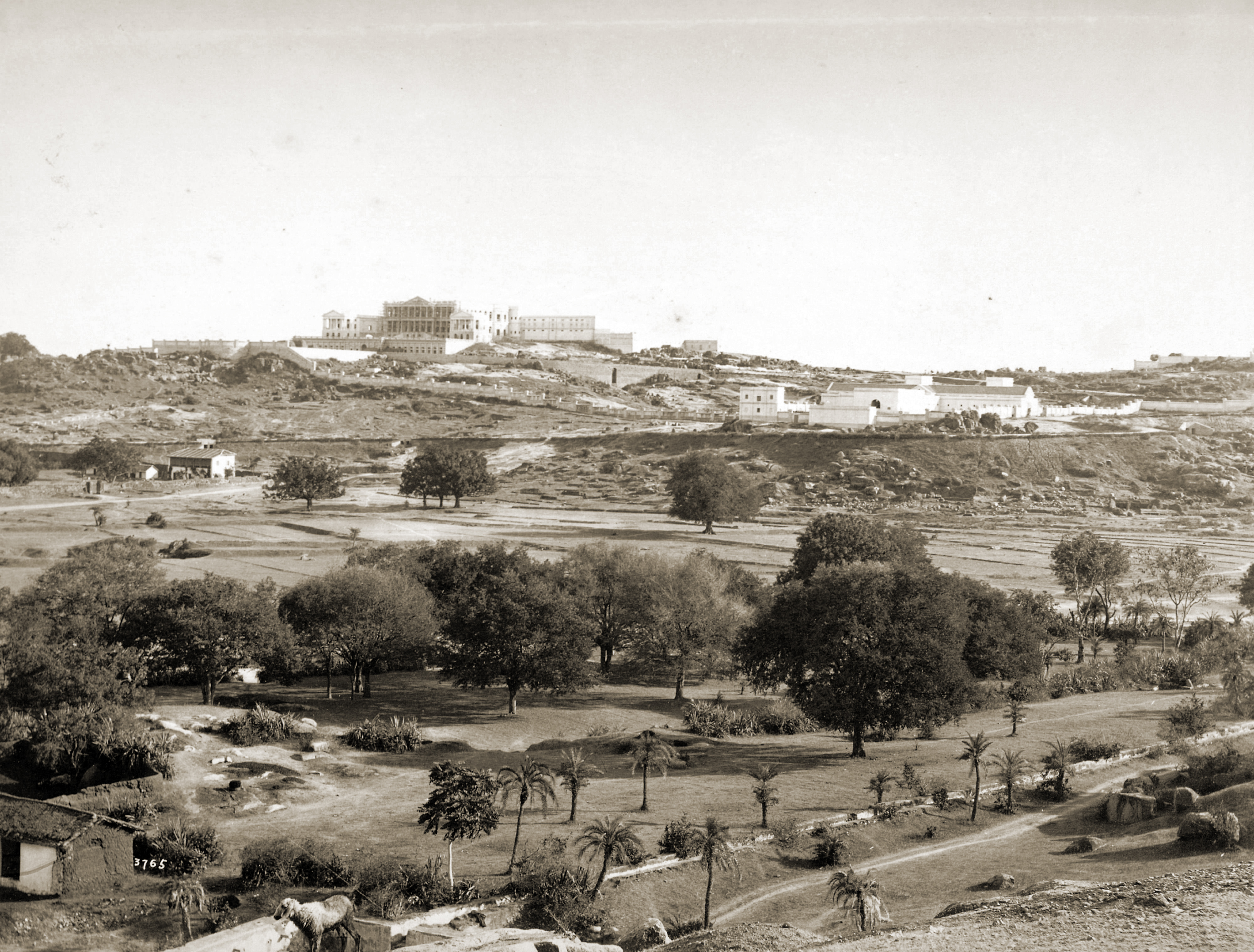
منظر بعيد لقصر Falaknuma  [لغات أخرى]‏ من جانب التل المقابل ، تم التقاطه في ثمانينيات القرن التاسع عشر
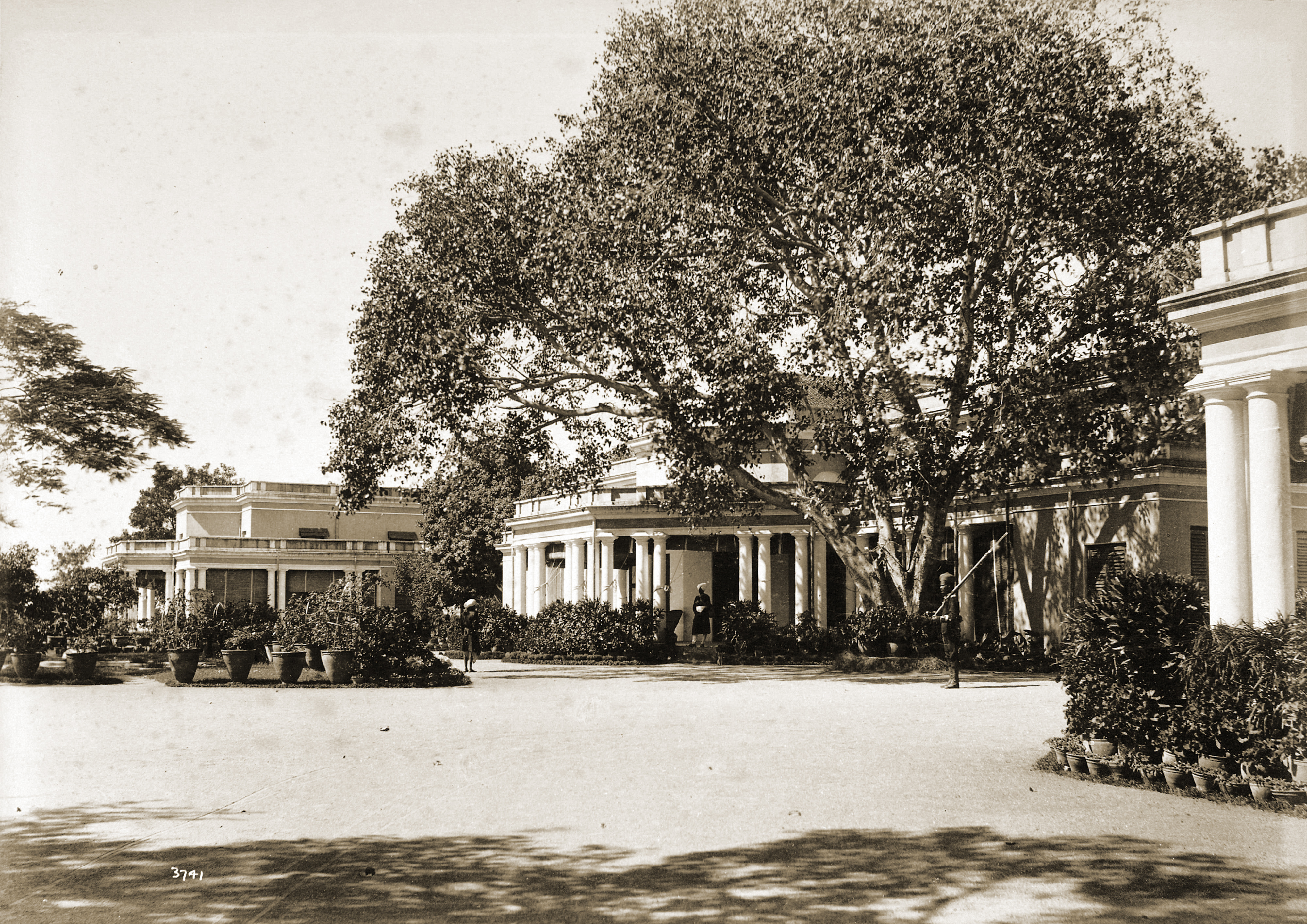
راشتراباتي نيلايام  [لغات أخرى]‏ ، حيدر أباد ، ثم الإقامة في البيت حوالي عام 1892